# David Wark
Pour les articles homonymes, voir Wark (homonymie).
David Wark (1804-1905), est un marchand et un homme politique canadien du Nouveau-Brunswick.
David Wark est né le 19 février 1804 en Irlande. Tout en devenant marchand, il s'intéresse à la politique et est élu député du Comté de Kent à l'Assemblée législative du Nouveau-Brunswick de 1843 à 1850. Il est ensuite nommé au Conseil législatif du Nouveau-Brunswick de 1850 à 1867. Il siège également au Conseil exécutif en tant que Ministre sans portefeuille de 1858 à 1862 et devient Receveur général de 1866 à 1867.
Après la création de la confédération, il est nommé sénateur libéral par proclamation royale du 23 octobre 1867 et le reste jusqu'à sa mort le 20 août 1905, soit pendant 38 ans.